# الأجوف (مسرحية)
الأجوف (بالإنجليزية: The Hollow)‏ هي مسرحية لعام 1951 من إنشاء وتأليف الكاتبة الإنجليزية أجاثا كريستي. واستناداً على رواية عام 1946 والتي تحمل نفس الاسم. وقد كانت المسرحية من إخراج هوبير جريج.

## الطاقم
- بيرل باكستر بدور هنريتا أنجيكيتيل
- جورج ثورب بدور السير هنري أنجيكيتيل
- جان دي كاسيلز بدور السيدة أنجيكيتيل
- جيسيكا سبنسر بدور هارفي ميدج
- أي جي براون بدور جاديون
- كولن دوجلاس بدور ادوارد أنجيكيتيل
- باتريشيا جونز بدور دوريس
- جوان نيويل بدور جيردا كريستو
- إرنست كلارك بدور جون كريستو
- ديان فوستر بدور فيرونيكا كريف
- مارتن وايلديك بدور المفتش كولكوهون، إدارة البحث الجنائي
- شو تايلور بدور المحقق العريف بيني